# ペタル・ドラプシン
ペタル・ドラプシン（キリル文字表記：Петар Драпшин, ラテン文字表記：Petar Drapšin, 1914年11月15日 - 1945年11月2日）は、ユーゴスラビアのパルチザンの指導者の一人。中将。
国際旅団において、スペイン内戦に参加した。
ドイツ・イタリア軍によるユーゴスラビア占領後、共産パルチザン部隊の編成に参加した。主としてクロアチア領域で戦い、支隊、群、第12師団を指揮し、1943年に第2クロアチア・パルチザン軍団、1943年から1944年に第6打撃軍団を指揮した。1944年4月から10月、I.ゴシュニャク将軍のクロアチア・パルチザン司令部の次長となった。1944年から1945年、ユーゴスラビア人民解放軍第8軍団長。1945年3月2日、ドプラシンの指揮下に第4軍が編成され、トリエステ、ダルマチア、ヘルツェゴビナ、クロアチア海岸部、スロベニアの解放に参加した。
自動車事故で死亡した。